# Ron Barritt
Ronald „Ron“ Barritt (* 15. April 1919 in Huddersfield; † 27. Juni 2004 ebenda) war ein englischer Fußballspieler.

## Karriere
Über Barritts Verbleib in den Kriegsjahren und der Nachkriegszeit liegen keinen Angaben vor, Ende 1948 kam er in die Yorkshire League zu Wombwell Athletic, die ihn in einer Werksmannschaft in Huddersfield entdeckt hatten. Nach nur vier Einsätzen wechselte Barritt Anfang 1949 für eine Ablöse von 300 £ zu den Doncaster Rovers in die Football League Third Division North. Bei seinem Debüt, einem 4:2-Heimsieg gegen den AFC Wrexham, war er bereits nach vier Minuten am Führungstreffer beteiligt. Während zeitgenössische Presseberichte das Tor Barritt zuschreiben, wird das Tor in Statistikwerken als Eigentor eines Wrexham-Spielers geführt. Presseseitig als „Goalgetter mit einem harten Schuss“ beschrieben, erzielte er am vorletzten Saisonspieltag mit dem 1:0-Siegtreffer gegen Staffelmeister Hull City sein fünftes Tor in zehn Ligaeinsätzen, Doncaster beendete die Saison als Tabellendritter. Während das Team in der folgenden Saison 1949/50 die Staffelmeisterschaft gewann, kam Barritt nur noch im November und Dezember 1949 zu einer Serie von fünf Pflichtspieleinsätzen. Barritt blieb aber in den drei Ligaspielen, ebenso wie in den beiden FA-Cup-Partien, ohne eigenen Torerfolg; Trainer Peter Doherty bevorzugte zunächst Bert Tindill auf der Mittelstürmerposition, im späteren Saisonverlauf Ray Harrison.
Im Sommer 1950 wurde ihm von Doncaster ein ablösefreier Abgang gestattet und er spielte zur folgenden Saison als Mittelstürmer für Frickley Colliery in der Midland League. Mit seinen 27 Saisontoren machte er erneut Teams aus der Football League auf sich aufmerksam, Zweitligist Leeds United waren die Dienste Barritts eine Ablösesumme von 500 £ wert.
Barritt war bei Leeds nur als Teilzeitprofi aktiv, beruflich war er als Ingenieur in der Herstellung von Schneiderwerkzeugen tätig. Seinem Debüt gegen seine alten Mannschaftskameraden aus Doncaster (0:2-Niederlage) im August 1951 folgten fünf weitere Ligaauftritte, sein einziges Pflichtspieltor gelang Barritt bei einem 1:0-Heimsieg über Notts County im März 1952. Leeds war die gesamte Saison über auf der Suche nach einer dauerhaften Lösung auf der Mittelstürmerposition, neben Barritt bot Trainer Frank Buckley im Saisonverlauf auch Len Browning, Roy Kirk, Frank Fidler, Jim Milburn und John Charles im Sturmzentrum auf.
Im Sommer 1952 wechselte Barritt zurück in die Third Division North zu York City, Trainer Dick Duckworth zahlte für die Dienste des 33-Jährigen eine „kleine Ablösesumme“. Im November 1952 kam er erstmals für York in der Football League zum Einsatz, für das Reserveteam in der Midland League hatte er zu diesem Zeitpunkt bereits 13 Tore erzielt, sein Debüt zum Saisonauftakt hatte eine Verletzung verhindert. Barritt blieb in seinen fünf Saisoneinsätzen torlos, sodass er Altstar Alf Patrick nicht verdrängen konnte. Im Sommer 1953 kehrte er zu Frickley Colliery zurück, zur Saison 1954/55 wurde er von Bob McCall zum Ligakonkurrenten Worksop Town geholt.